# André Chadeau
Pour l’article homonyme, voir Chadeau.
André Chadeau, né le 8 avril 1927 à Pérols-sur-Vézère (Corrèze) et mort le 12 janvier 2017 dans le 15e arrondissement de Paris à l'âge de 89 ans, est un haut fonctionnaire français, et administrateur d'entreprise française.
Il fut notamment président de la SNCF.

## Biographie

### Haut fonctionnaire
Après avoir été chef de cabinet de plusieurs préfets pendant une décennie, André Chadeau est titularisé sous-préfet et est nommé sous-préfet de Clermont de 1958 à 1960, préfet délégué pour le Val-d'Oise de 1964 à 1967, directeur du cabinet du premier ministre Jacques Chaban-Delmas de 1971 à 1972, préfet de la Haute-Garonne de 1972 a 1974, préfet du Nord de 1974 à 1978, délégué à la tête de la DATAR de 1978 à 1981, conseiller du premier ministre Pierre Mauroy.

### Entreprises
Il est alors nommé président de la SNCF en 1981. Il démissionne de la charge en 1985 à la suite des nombreux accidents ferroviaires qui ont eu lieu durant l'été (accident de Saint-Pierre-du-Vauvray, de Flaujac-Gare et d'Argenton-sur-Creuse). Il fut également vice-président du groupe Bouygues, président de la SAUR, vice-président du groupe Havas (1987-), PDG d'Avenir Havas Media, administrateur de plusieurs filiales d'Havas, d'Imétal et de l'Établissement public d'aménagement de la ville nouvelle de Cergy-Pontoise, et PDG de Spie Batignolles de 1995 à 1997.

### Décès
Il meurt à Paris le 11 janvier 2017 (à 89 ans) des suites d'une longue maladie.

## Publications
- Ce qu'un préfet attend des associations familiales, 1966
- L'Avenir de la Franche-Comté dans le cadre du VIe plan, 1971
- Pourquoi des préfets ?, 1971
- Treize études sur la région Nord/Pas-de-Calais : les lettres d'information aux Maires, 1975
- Études sur le Nord Pas-de-Calais, 1977
- Télématique et aménagement du territoire, 1981
- SNCF : 73 mesures et des orientations nouvelles pour la politique commerciale, 1982
- État, 1985

## Récompenses et distinctions

### Décorations
- Commandeur de la Légion d'honneur Il est fait chevalier le 20 avril 1966, promu officier le 29 décembre 1976 puis commandeur le 30 décembre 1982[2].
- Commandeur de l'ordre national du Mérite